# ニューヨーク市のアイルランド系アメリカ人

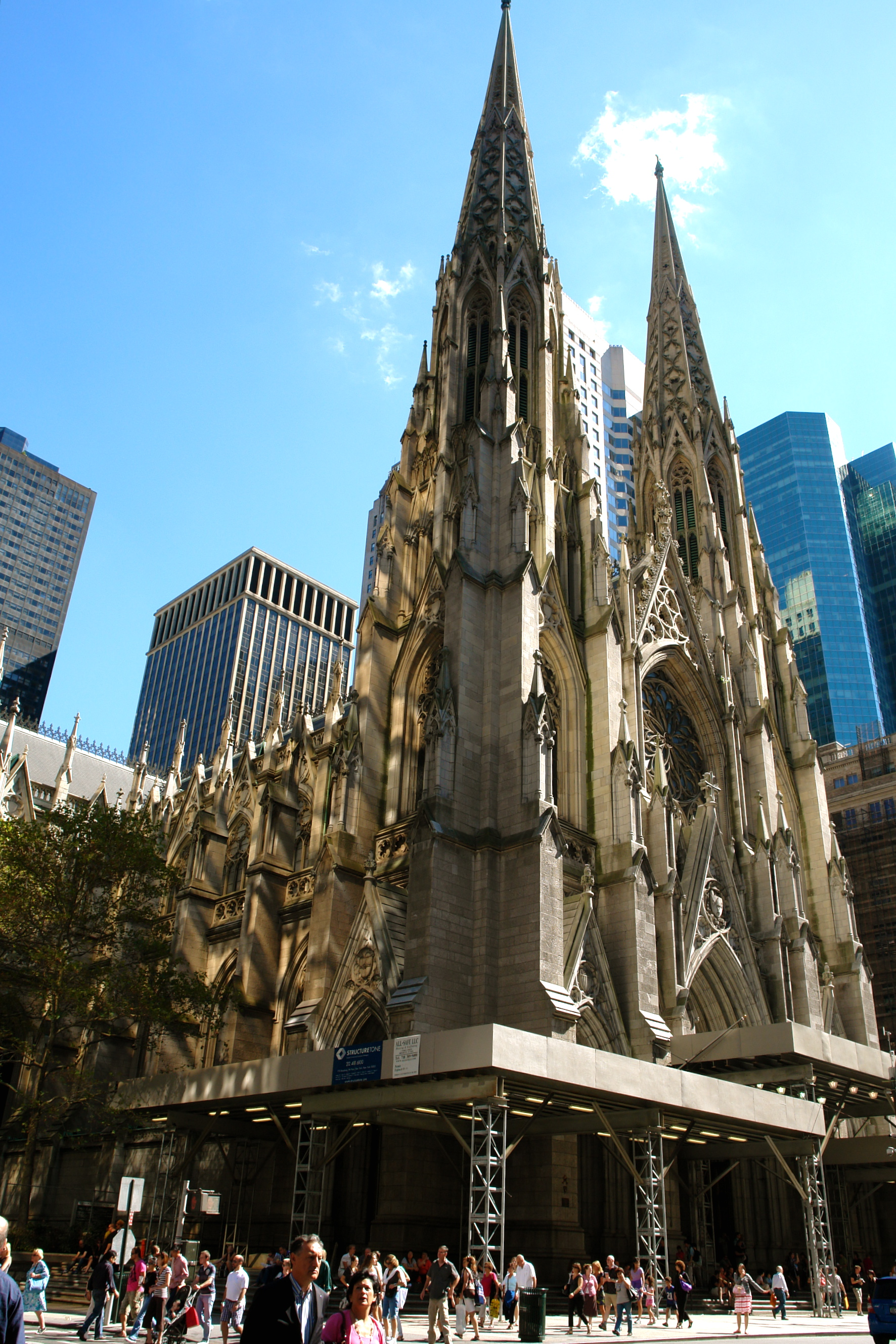
聖パトリック大聖堂、ニューヨーク

ニューヨーク市のアイルランド系アメリカ人（ニューヨークしのアイルランドけいアメリカじん、英:Irish Americans in NewYork City）では、ニューヨーク市におけるアイルランド系アメリカ人について解説する。

## 解説
アイルランド系アメリカ人はニューヨーク市の主要かつ重要な民族集団の1つであり、19世紀後半の移民の波以来、市の人口のかなりの割合を占めてきた。アイルランドの大飢饉の結果、多くのアイルランド人家族が国外への移住を余儀なくされ、1854年までに150〜200万人のアイルランド人がアイルランドを離れた。米国では、ほとんどのアイルランド人が都会に住むようになった。彼らは貧乏であったため、多くの人が船で移動して着いた先の都市での定住を強いられた。1850年までに、アイルランド人はボストン、ニューヨーク市、フィラデルフィア、バッファロー、ボルチモアの人口の4分の1を占めていた。
現在、ボストンは米国のどの都市よりもアイルランド系アメリカ人の割合が最大であり、ニューヨーク市は出生数で最もアイルランド系アメリカ人が多い。アイルランドの経済が活況を呈していたケルトの虎の時代に、この都市では、ネイティブアイルランド人たちが第二住居または投資用不動産 として住宅を次々に購入していった。

## 歴史

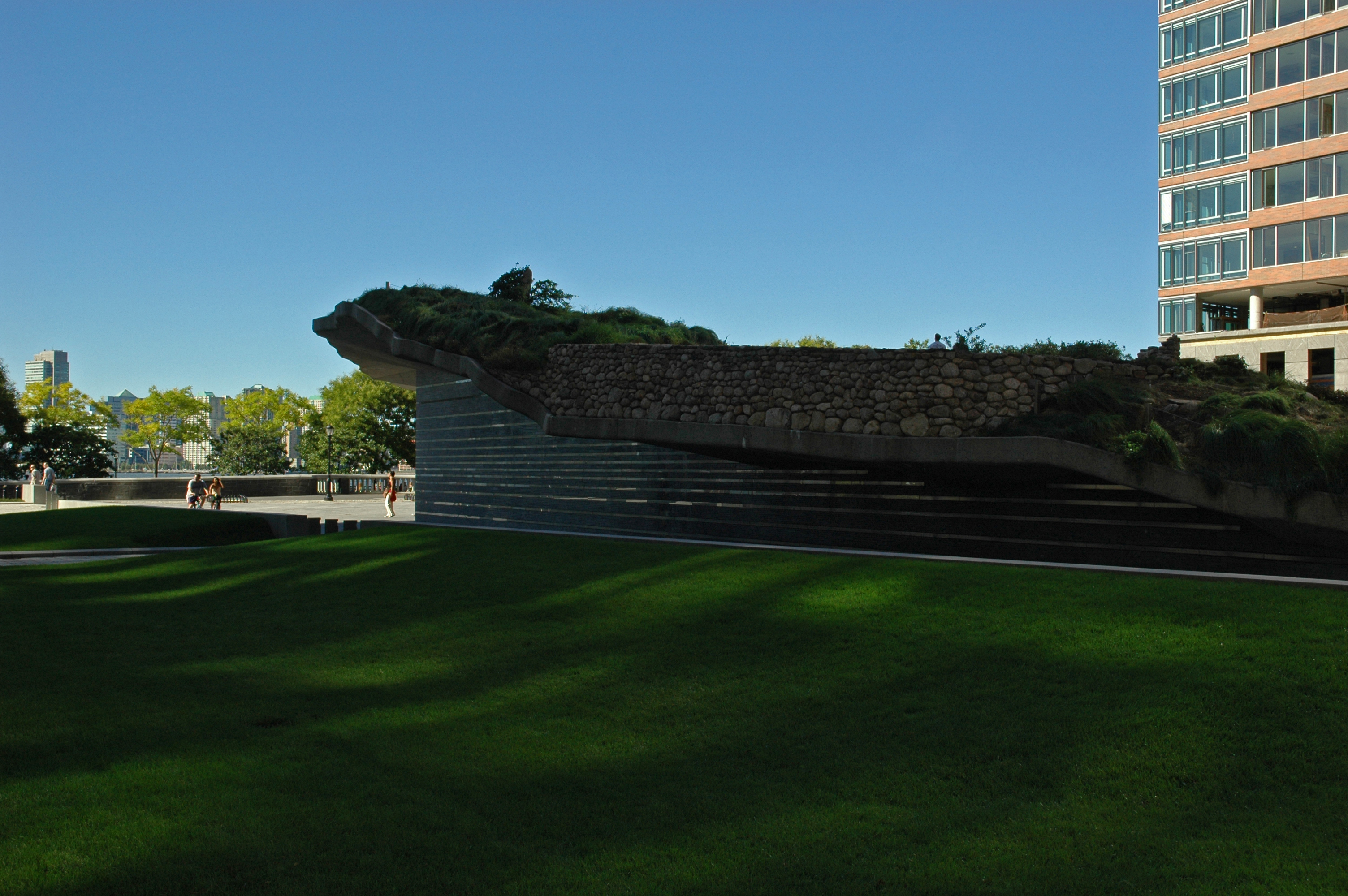
マンハッタンのダウンタウンにあるアイルランド・ハンガー・メモリアル

アイルランド系アメリカ人 (そのほとんどがアイルランド系カトリック教徒) は、ニューヨーク市の人口の約5.3%を占め、2番目に大きな非ヒスパニック系白人グループを構成した。アイルランド系アメリカ人のプロテスタントは初めてアメリカに来たのは、植民地時代 (1776年以前) であった。1845年の大飢饉の後、カトリック系アイルランド人移民の最大の波が訪れた。ほとんどは、コーク、ゴールウェイ、ティペラリーなど、アイルランドで最も人口の多い郡から来米した。キャバン郡、ミース郡、ダブリン郡、リーシュ郡からも多数発生した。
トビー・ジョイスによれば、南北戦争では、1863年の大規模な徴兵反対の暴動は、アイルランドのカトリック集団内での「内戦」を表していた。大部分がアイルランド系カトリックの暴徒は、警察、兵士、そしてしばしばアイルランド社会の指導者であった戦前の政治家と対決した。 19世紀の「黎明期」においては、アイルランド人がニューヨーク市のヨーロッパ系移民人口の大部分を占め、「移民の都市」となり、現在に至るまで都市の多様性を増していった。彼らがやって来た後、アイルランドの移民は1つの家族だけを対象とした細分化された家に群がることが多く、地下室、屋根裏部屋、路地にはすべて、最も貧しい移民が住み着いた。彼らは財産を貯めるにつれ、より良い住宅へと引っ越した。ブルックリンのベイ・リッジは、もともと1879年に裕福なマンハッタンのリゾート地として開発されていたが、実際は家族向けの高級なイタリア系およびアイルランド系アメリカ人のコミュニティとなった。別の大規模なアイルランド系アメリカ人コミュニティがブロンクスのウッドローン・ハイツに存在するが、ウッドローン ハイツには多種の民族グループが混在している。マンハッタンのヘルズキッチンでは、状況の改善が遅れた。
その他の大きなアイルランド系アメリカ人コミュニティには、クイーンズにあるベルハーバーとブリージーポイントもある。  アイルランドの2つの大きなコミュニティは、マリンパークと隣接するゲリッツェンビーチである。アイルランド人は、「マスペス、ウッドサイド、サニーサイド(クイーンズ)の遥かに少ない範囲」にも定住した。
アイルランドのカトリック教徒の男性らは、ニューヨーク市警察とニューヨーク消防署への就職に成功した。宗教的な女性は教区学校の修道女となり、他の人は公立学校で教師を務めた。近隣では、アイルランド人が再び領土、仕事、政治組織を支配するために組織を組んだ。南ヨーロッパと東ヨーロッパからの新しい移民は、1880年代から1914年にかけて到着し、アイルランド人により確立されたシステムに「米国化」の一環として組み込まれた。アイルランド人は司教、司祭、牧師、修道女としてカトリック教会を支配下に置いていた。教会は、教区学校や高校を開設し、新たに到着した人々の間でカトリック教を強く保つために懸命に活動した。1945年以降は、アイルランド人の安定した上向きの社会的流動性により、郊外への大規模な移動が可能となった。

## 関連文献
- アルメイダ、リンダ・ダウリング - ニューヨーク市のアイルランド移民、1945年から1995年(インディアナ大学出版局、2001年)。
- アンバインダー、タイラー - 5つのポイント：タップダンスを発明し、選挙を盗み、世界で最も悪名高いスラムになった19世紀のニューヨーク市の近所（Simon and Schuster、2001）.オンライン
- アンバインダー、タイラー - 「私たちはあなたのすべての母親の息子を暗殺します-ファイブポイントとニューヨーク政治のアイルランドの征服」 Eire-Ireland (2001) 36(1): 29-46.抜粋
- Barrett、James R.、David R. Roediger - 「1900年から1930年にかけてのアメリカ都市部のストリートと教会におけるアイルランド人と『新移民』の『アメリカ化』」 Journal of American Ethnic History 24.4 (2005): 3-33。アイルランド人がニューヨーク市とシカゴの「新しい移民」をどのように助けたか.オンライン
- Bayor、Ronald H. および Timothy Meagher 編 - The New York Irish (Johns Hopkins University Press、1997年)オンライン;専門家による22の話題のエッセイ。
- Bayor、Ronald H. Neighbors in Conflict: ニューヨーク市のアイルランド人、ドイツ人、ユダヤ人、イタリア人、1929年から 1941年(U of Illinois Press、1988年)。オンライン
- バーンスタイン、アイバー - ニューヨーク市徴兵暴動: 南北戦争時代のアメリカ社会と政治にとっての重要性(1990)。
- バロウズ、エドウィン G.、マイク ウォレス - Gotham: A History of New York City to 1898 (Oxford University Press, 1999) 1383pp;標準的な学歴。
- Carregal-Romero、ホセ - 「コルム・トビーンのブルックリンにおけるアイルランドの女性移民、沈黙と家族の義務」. Études irlandaises 43-2 (2018): 129-141.オンライン
- クック、エイドリアン - 通りの軍隊: 1863年のニューヨーク市徴兵暴動(ケンタッキー大学出版局、1974年)。
- ダービー、ポール - 「ニューヨーク市におけるゲール語のゲーム、民族的アイデンティティ、アイルランドのナショナリズム c. 1880–1917.」社会におけるスポーツ10.3 (2007): 347-367.
- Dolan, Jay P. The Immigrant Church: New York's Irish and German Catholics, 1815-1865 (1975)オンライン
- グレイザー、ネイサン、ダニエル・パトリック・モイニハン - 人種のるつぼを超えて: ニューヨーク市の黒人、プエルトリコ人、ユダヤ人、イタリア人、アイルランド人(MIT Press、1970年)。オンライン
- ゴードン、マイケル・アレン - オレンジ暴動：ニューヨーク市におけるアイルランドの政治的暴力、1870年および1871年（コーネル大学出版局、1993年）。オンライン
- Gurock、Jeffrey S.「パークチェスターでの「仲良く」：ニューヨーク市におけるユダヤ人とアイルランド人の関係の新時代 1940–1970.」宗教9.6 (2018): 181+ .
- ジャクソン、ケネスT.、エド - ニューヨーク市の百科事典(イェール大学出版局、2010年)。オンライン
- ジョイス、トビー - 「1863年のニューヨーク徴兵暴動：アイルランド内戦？」 History Ireland (2003年3月) 11#2、pp 22-27。オンライン
- ケリー、メアリー C.シャムロックとユリ: ニューヨーク アイリッシュと大西洋横断的アイデンティティの創造、1845 ～ 1921年 (ピーター ラング、2005年)。オンラインレビュー
- McGlmpsey、Christopher D.「内部の民族摩擦: 19 世紀のニューヨークにおけるオレンジとグリーン、1868–1872」。移民とマイノリティ1.1 (1982): 39-59。
- マクグラス、パトリック - 「世俗的な権力、宗派政治：19世紀のニューヨークにおけるアメリカ生まれのアイルランドのエリートとカトリックの政治文化」 - アメリカ民族史ジャーナル38.3 (2019): 36-75。オンライン
- マーストン、サリー A.「違いを生む: ニューヨーク市の聖パトリックの日のパレードでのアイルランドのアイデンティティをめぐる対立」。政治地理21.3 (2002): 373-392。オンライン[リンク切れ]
- メイ・バンベリー、アンジェラ - 「エメラルドシティ？場所としてのニューヨーク市に対するアイルランド移民の愛着についての理解を深める上での状況資本の事例.」アイリッシュ ジャーナル オブ ソシオロジー(2022): 07916035221082548.オンライン
- モーセ、ポール - ありそうもない組合: ニューヨークのアイルランド人とイタリア人の愛憎物語(NYU Press、2017年)。オンライン
- Nilsen、Kenneth E.「19 世紀のニューヨークのアイリッシュ」。 The Multilingual Apple: Languages in New York City (2002) pp: 53-69.
- オドネル、エドワード・T.「ハイバーニア人対ヘブライ人？ 1902年のジェイコブ・ジョセフの葬儀暴動の新しい見方」金ぴか時代と進歩的な時代のジャーナル6.2 (2007): 209-225.
- Rohs、Stephen Albert、Stephen Rohs。エキセントリック・ネイション：19世紀のニューヨーク市におけるアイルランドのパフォーマンス（Fairleigh Dickinson Univ Press、2009年）、劇場について
- シェリー、トーマス - 「『支援を求めるべき唯一のクラスの人々』：アイルランド系アメリカ人とニューヨーク大司教区。」アメリカのカトリック研究(2001): 1-21.
- ウィンズバーグ、モートン D.「ボストン、シカゴ、ニューヨークにおけるアイルランド人の郊外化」。 Eire-Ireland 21.3 (1986): 90-104.